# Nikita Panin (1770–1837)
Nikita Pietrowicz Panin (ur. 17 kwietnia 1770, zm. 1 marca 1837) – rosyjski polityk. Wicekanclerz Rosji (MSZ) w roku 1801.
Jego ojcem był Piotr Iwanowicz Panin, a wujem polityk Nikita Panin. Był jednym z zamachowców na życie cara Pawła I 23 marca 1801 i jedną z osób którym Aleksander I Romanow zawdzięczał wyniesienie na tron.